# Шайхразиев, Василь Гаязович
Василь Гаязович (Габтелгаязович) Шайхразиев (тат. Васил Гаяз (Габтелгаяз) улы Шайхразиев; род. 3 февраля 1963, Саитово, Мензелинский район, Татарская АССР, РСФСР, СССР) — заместитель Премьер-министра Республики Татарстан.

## Карьера
Окончил Высшую юридическую заочную школу МВД СССР по специальности «правоведение».
- С 1980 по 1981 год — монтёр подкрановых путей УМС УС «Автозаводстрой» г. Набережные Челны.
- С 1981 по 1983 год — служба в пограничных войсках КГБ СССР г. Биробиджан ЕАО.
- С 1983 по 1993 год — МВД ТАССР г. Набережные Челны.
- С 1993 по 1995 год — начальник правового управления АКБ «Челныбанк».
- С 1995 по 2003 год — Директор ТОО «Финансовая компания «Челны» г. Набережные Челны.
- С 2003 по 2004 год — помощник главы администрации г. Набережные Челны.
- С 2004 по декабрь 2005 год — Первый заместитель главы администрации города Набережные Челны.
- С января 2006 года — руководитель Исполнительного комитета города Набережные Челны.
- 15 октября 2010 года назначен мэром города Набережные Челны.
- С 1 октября 2014 года[1] — заместитель Премьер-министра Республики Татарстан[2].
- С августа 2017 года — Председатель Национального Совета "Милли Шура" Всемирного конгресса татар
- 2 августа 2022 года — переизбран Председателем Национального Совета "Милли Шура" Всемирного конгресса татар на второй срок[3]

### Личная жизнь
Женат, отец двоих детей. Увлечения: конный спорт, лыжный спорт, хоккей, велоспорт, чтение исторической литературы.

## Награды
- 1988 — Почётная грамота Министра внутренних дел СССР;
- 1988 — Медаль «70 лет Вооружённых сил СССР»;
- 1991 — Медаль «За безупречную службу»;
- 2005 — Медаль «В память 1000-летия Казани»;
- 2005 — Юбилейная медаль «60 лет Победы в Великой Отечественной войне 1941—1945 гг.»;
- 2006 — Медаль «За активное участие во Всероссийской сельскохозяйственной переписи 2006 года»;
- 2006, 2010 — Благодарственное письмо Президента Республики Татарстан;
- 2007 — Медаль «75 лет Северному флоту»;
- 2007 — Почётная грамота Министра обороны РФ;
- 2008 — Медаль «За укрепление боевого содружества»;
- 2008 — Медаль «За доблестный труд»;
- 2008 — Юбилейный знак «225 лет Черноморскому флоту»;
- 2008 — Знак отличия «За заслуги перед городом Набережные Челны»;
- 2011 — Благодарность Министерства регионального развития Российской Федерации;
- 2012, 2016 — Благодарность Президента Республики Татарстан;
- 2012 — Медаль «За содействие»;
- 2012 — Почётная грамота Министра обороны РФ;
- 2013 — Орден Дружбы;
- 2014 — Медаль «За развитие органов самоуправления»;
- 2019 — Орден Почёта;
- 2020 — Медаль «100 лет образования Татарской Автономной Советской Социалистической Республики»;
- 2022 — Благодарственное письмо Председателя Правительства Российской Федерации;
- 2022 — Орден «Аль-Фахр»;
- 2022 — Орден «Аль-Хамд» — «Восхваление и слава»;
- 2023 — Орден «Дуслык»;
- 2023 — Медаль ордена «За заслуги перед Астраханской областью»;
- 2023 — Награда Ассамблеи народа Казахстана «Казакстан халкы Асамблеясынын когамдык «Бірлік» алтын медалі» – золотая медаль «Бірлік»;
- 2024 — Почётная грамота Главы Чеченской Республики;
- 2024 — Медаль «Дружба народов», награда Губернатора Омской области, 2024г;
- 2024 — Орден «Вера и честь», награда Центрального Духовного Управления Мусульман России;
- 2025 — Орден Александра Невского[4].

## Интересные факты
В середине марта 2019 года вице-премьер Татарстана Василь Шайхразиев предложил распространить действие республиканского закона о государственных языках на трансляцию музыки в общественных пространствах. «Если мы идем на набережные, заходим в наши парки, идем на катки, то почему-то закон не выполняется в части музыкального сопровождения. Люди обеспокоены»,— заявил он на совещании в правительстве республики. Господин Шайхразиев попросил местные власти «эту работу выполнять очень четко»: «Хотелось бы, чтобы закон работал на всю мощь».